# Henryk Nowak (koszykarz)
Henryk Nowak (ur. 1946) – polski koszykarz występujący na pozycji skrzydłowego, wielokrotny medalista mistrzostw Polski.
W 1973 zajął piąte miejsce na liście najlepiej punktujących zawodników ligi.

## Osiągnięcia
Na podstawie, o ile nie zaznaczono inaczej.
Zawodnicze
- Mistrz Polski (1971, 1972, 1973)
- Wicemistrz Polski (1970)
- Brązowy medalista mistrzostw Polski (1968, 1975)
- Zdobywca pucharu Polski (1976)
- Finalista pucharu Polski (1969)

Trenerskie
- Mistrzostwo Polski (1978)
- Wicemistrzostwo Polski (1980)
- Puchar Polski (1978, 1979)